# Michael Roll (Basketballspieler)
Michael Brandon Roll (* 12. April 1987 in Mission Viejo) ist ein ehemaliger US-amerikanisch-tunesischer Basketballspieler.

## Werdegang
Roll war Schüler der Aliso Niguel High School im US-Bundesstaat Kalifornien und als solcher ein erfolgreicher Basketballspieler. Er spielte ebenfalls Volleyball. Seine Basketballleistungen brachten ihm ein Stipendium an der University of California, Los Angeles (UCLA) ein. Roll spielte von 2005 bis 2010 für die Hochschulmannschaft. Aufgrund einer Fußverletzung stand er in der Saison 2007/08 nur in sechs Partien auf dem Feld. Insgesamt trug er als Student in 147 Spielen die UCLA-Farben und brachte es auf 6,9 Punkte je Begegnung. Er traf 209 Dreipunktewürfe (Erfolgsquote: 41,7 Prozent) und stand mit diesem Wert beim Abschied von der Hochschule auf dem geteilten zweiten Rang der UCLA-Bestenliste. Seine beste Saison in der NCAA war seine letzte: Roll erzielte 2009/10 14,1 Punkte pro Partie.
Sein erster Verein im Profibasketball wurde Bornova Belediye in der Türkei. Roll verbuchte für den Erstligisten in der Saison 2010/11 14,9 Punkte je Begegnung. Im Mai 2011 wechselte er nach Belgien zu den Antwerpen Giants. Dort empfahl er sich für den Sprung in eine der stärksten europäischen Basketballligen, die spanische ACB. In seinen zwei Jahren bei CAI Saragossa gelangen Roll jeweils zweistellige Mittelwerte in der Wertung Punkte pro Spiel, sein Höchstwert waren 11,8 je Begegnung (Saison 2012/13). Von 2014 bis 2017 stand er mit Ausnahme der Endphase der Saison 2015/16, als er für Saski Baskonia in Spanien spielte, bei türkischen Vereinen unter Vertrag. Seine beste Punkteausbeute in der türkischen Liga verbuchte er bei Büyükçekmece Basketbol in der Saison 2015/16 mit 16,3 je Begegnung. Mit Beşiktaş Istanbul wurde Roll 2017 türkischer Vizemeister.
Nach seinem Wechsel zu Maccabi Tel-Aviv spielte er erstmals in der EuroLeague, 2018 und 2019 errang er mit der Mannschaft den Meistertitels Israels. In der EuroLeague kam er in beiden Spieljahren, in denen er bei Maccabi unter Vertrag stand, auf einen Schnitt von 9,1 Punkten je Einsatz. 2019 wurde Roll von Olimpia Mailand verpflichtet, 2021 kehrte er in die Türkei zurück und unterschrieb einen Vertrag bei Pınar Karşıyaka.
Ende Januar 2023 schloss sich Roll dem französischen Erstligisten Paris Basketball an, nachdem er zuvor mehrere Monate vereinslos gewesen war und in den Vereinigten Staaten als Basketballkommentator für das Fernsehen gearbeitet hatte. Er bestritt zwei Ligaspiele für Paris (im Durchschnitt 7 Punkte je Begegnung) und verließ die Mannschaft im Februar 2023 wieder. Kurz darauf wurde er Spieler von US Monastir in Tunesien.
Im Februar 2024 wurde er für ein Unternehmen tätig, das Spieler berät und vermittelt.

### Nationalmannschaft
2015 spielte Roll erstmals für die Nationalmannschaft Tunesiens. Bei der Afrikameisterschaft 2015 errang er mit der Auswahl Bronze. Anfang Juli 2017 gab der Vorsitzende des tunesischen Basketballverbands, Ali Benzarti, kurz vor dem Beginn der Afrikameisterschaft bekannt, dass Roll vorerst nicht mehr für die Auswahlmannschaft spielen werde. Als Grund wurde sein Wechsel zu Maccabi Tel-Aviv genannt. Später kehrte er in die Nationalmannschaft zurück, 2019 war er Mitglied von Tunesiens Weltmeisterschaftsaufgebot. Im September 2021 wurde er mit der Mannschaft unter der Leitung von Trainer Dirk Bauermann Afrikameister. Roll war mit einem Punkteschnitt von 16,2 je Turnierspiel gemeinsam mit Salah Mejri bester Korbschütze der tunesischen Mannschaft.